# Farol de Dona Amélia
Farol de D. Amélia (auch: farol da ponta Machado, farol de São Pedro) ist ein Leuchtturm auf der Insel São Vicente im atlantischen Inselstaat Kap Verde. 
Er steht am südwestlichsten Punkt von São Vicente, 3 km westlich des Ortes São Pedro. Der Leuchtturm wurde 1894 erbaut.

## Architektur
Das Gebäude ist ein weißer viereckiger Turm mit einer kleinen Laterne. Er hat eine Höhe von vierzehn Metern. Die Feuerhöhe ist 56 m. Das Licht hat eine Reichweite von 17 sm. Das Licht leuchtet im  Abstand von 5 Sekunden mit einem Blitzen auf.